# Huascaromusca grajauensis
Huascaromusca grajauensis är en tvåvingeart som beskrevs av Mello 1967. Huascaromusca grajauensis ingår i släktet Huascaromusca och familjen spyflugor. Inga underarter finns listade i Catalogue of Life.